# Bombyx de Philopal
Lemonia philopalus
Espèce
Répartition géographique
Le Bombyx de Philopal (Lemonia philopalus) est une espèce de lépidoptères (papillons) appartenant à la famille des Brahmaeidae.
- Répartition : Espagne, du Maghreb jusqu'à l’Égypte.
- Envergure du mâle : de 25 à 27 mm.
- Période de vol : d’octobre à février.
- Habitat : prairies.
- Plantes-hôtes : Hieracium et Sonchus.

## Source
- P.C. Rougeot, P. Viette, Guide des papillons nocturnes d'Europe et d'Afrique du Nord, Delachaux et Niestlé, Lausanne 1978.